# Internet Speculative Fiction Database
Internet Speculative Fiction Database (ISFDB) — база даних із зведеною бібліографічною інформацією про твори та ілюстрації, створені в будь-якому з жанрів фантастики, зокрема у таких її різновидах наукової фантастики,  фентезі,  альтернативна історія чи фантастика жахів. Основа для бази створена 1984 з 1994 року Джеррі Бояджаном, Грегорі Дж.  Роулінзом та Джоном Венном.  З 2002 року базу передано до спільного простору використання. Надалі ISFDB заповнюється добровольцями, редагування може проводити будь-який зареєстрований користувач. Код ISFDB розповсюджується під ліцензією Creative Commons і може містити гіперпосилання на Вікіпедію. Інформацію ISFDB використовують інші організації під ліцензією Creative Commons, наприклад Freebase.
ISFDB індексує авторів, романи, короткі історії, видавництва, журнали і нагороди. Додатково можна довідатись авторські псевдоніми, серії книг, інформацію про обкладинки книг.